# Haliwa-Saponi
Els Haliwa-Saponi es troben a l'est de Carolina del Nord, Estats Units, i és una de les tribus reconegudes estatalment. Els Haliwa-Saponi formen part de la Comissió d'Assumptes Indígenes de Carolina del Nord. El nom Haliwa es deriva dels dos comtats: Halifax i Warren, que són les terres ancestrals del poble Haliwa que daten de la dècada de 1730. Es reorganitzaren, van adoptar la seva forma actual de govern el 1953 i van ser reconeguts el 1965 per l'estat de Carolina del Nord. El 1979 la tribu va afegir Saponi al seu nom per reflectir la seva descendència dels històrics Saponi, pobles antigament situats en les actuals Virgínia i Carolines.
Des de finals del segle xix, la tribu ha creat escoles i altres institucions per preservar la seva cultura i identitat. La religió protestant ha estat una gran força centrant la comunitat, que durant anys es va unir a través de les activitats de subsistència i les tradicions orals. Avui dia els seus joves inclouen l'ús de la tecnologia entre les seves habilitats, alhora que afegeixen la creació de noves arts i artesanies.

## Demografia
Els Haliwa-Saponi tenen poc més de 3.800 registrats. El 70% dels membres de la tribu resideixen en un radi de 6 milles de la vila de Hollister, als comtats de Halifax i Warren. Alguns membres de la tribu es troben als comtats de Nash i Franklin.
Segons el cens dels Estats Units del 2000, aproximadament 2.737 amerindis residien als comtats de Halifax i Warren, representant el 3,5% del total de població combinada. Entre 1980 i 2000, la població amerínda dels dos comtats s'incrementà en un 48%, segons l'autoidentificació censal. Durant aquest temps la població negra s'incrementà en un 15%, la població hispànica s'incrementà en el 50%, i els blancs baixaren un 5%.
Els Haliwa-Saponi allotgen un dels més grans pow-wow a l'estat de Carolina del Nord, que se celebra anualment el tercer cap de setmana d'abril per commemorar l'aniversari del reconeixement per l'estat de la tribu. El Pow-Wow se celebra a l'Escola tribal Haliwa-Saponi, que es troba en terres tribals.

## Govern
Els Haliwa-Saponi es regeixen per un Consell elegit d'onze membres, incloent un cap i vice-cap.
El cap és el Dr. Brucie Ogletree Richardson, la primera dama de la història tribal a ser elegida com a cap, va ser elegida el 14 de juny de 2014 i jurà el càrrec el 16 de juny. El vice-cap és Howard Earl Richardson.

## Educació
Els membres van fundar la Haliwa-Saponi Tribal School en 1957, que va ser assistida per l'estat. L'escola es va tancar a finals de 1960. El 1999, amb fons del Departament d'Estat d'Instrucció Pública (DPI), la tribu va establir una escola charter en el mateix edifici de l'escola tribal anterior. Aquesta nova escola s'ha expandit en l'espai i en el temps d'inscripció, i en 2007 va servir els graus K-12.
El 1977 la tribu va establir el Centre d'Estades Diürnes Haliwa-Saponi, per servir als nens de dos a cinc anys. La tribu també maneja una gran varietat de programes i serveis per als seus ciutadans, incloent l'habitatge, els programes de prevenció d'abús de substàncies, programes culturals i altres.

## Cultura
El pow-wow anual de la tribu va ser instituït el 1965 per celebrar el reconeixement per l'estat de la nació tribal. Amb origen en el moviment panamerindi, el pow-wow "també es basa en els valors locals i regionals, i les idees sobre la tribu, la comunitat i la raça." Se celebra el tercer cap de setmana d'abril i és finançat en part per vendes de publicitat, donacions, finançament corporatiu i rebuts d'entrada, a més de subvencions del Consell de les Arts de Carolina del Nord. És assistit per més de 100 voluntaris i personal. L'assistència per a l'esdeveniment de tres dies és de 9.000-10.000.
La tribu també opera un programa de retenció cultural per als ciutadans tribals de totes les edats, que se celebra a l'edifici d'usos múltiples de la tribu. El programa inclou instrucció en ceràmica, disseny i construcció d'abaloris, classa de dansa i tambor, i la història Haliwa-Saponi, així com excursions d'un dia a llocs culturalment rellevants.

## Història
Els Haliwa-Saponi són descendents dels saponi, una tribu ameríndia de parla siouan del Piemont del sud-est. En 1670 John Lederer, un agrimensor alemany, va visitar un establiment saponi als marges del riu Staunton (ara riu Roanoke) River al sud de Virgínia. Trenta anys més tard, John Lawson, comissionat pels Lords Propietaris per a topografiar l'interior de la colònia de Carolina, va trobar grups de saponi en expedicions comercials.
Durant tot el període post-contacte del creixent assentament i expansió colonial anglesa, els pobles sioux del Piemont del sud-est com els saponi mantenien llogarets autònoms en el que avui és el nord-est de Carolina del Nord i el sud de Virgínia. Durant el segle xvii els saponi va fer una aliança política amb el tutelos, i en conjunt compongueren la Nació Nassaw. A causa de les freqüents incursions en territori saponi dels Haudenosaunee (Cinc Nacions Iroqueses), situades en l'actual Nova York i el Canadà, els Saponi i els seus aliats es va traslladar temporalment. Van emigrar per les regions de l'actual Virginia i Carolina del Nord, sense deixar de buscar econòmicament i militarment aliances avantatjoses.

### Seglexviii
A principis de segle, la guerra continua amb els Haudenosaunee i els brots continus de malalties infeccioses van reduir la població Saponi. Juntament amb els tutelos els saponi van emigrar al nord-est de Carolina del Nord per estar més a prop del centre del comerç colonial de Virgínia. En 1711, la colònia de Carolina va anar a la guerra amb els poderosos tuscarores. Amb la derrota dels tuscarores dos anys més tard, la colònia i els seus aliats saponi es van reunir a Williamsburg amb els tuscarores i nottoways per discutir els termes de pau. La majoria dels tuscarores emigraren de Carolina a l'actual Nova York, on el 1722 van ser adoptats com la Sisena Nació de la Confederació Iroquesa, amb la que estaven relacionats per llengua i cultura. Els saponi va entrar en un nou tractat de comerç amb el governador de Virgínia, Alexander Spotswood.
El 27 de febrer de 1714, la colònia de Virgínia va arribar a un acord. D'una banda, saponi, tutelo, occaneechi, keyauwee, enoke (o eno), i shakori van unir-se formalment, convertint-se en "La Nació Saponi." Una altra banda, els Stuckanox es van unir poc després a la Nació Saponi. Malgrat l'èxit en l'elaboració de tractats i la coalescència tribal, els anys entre 1709 i 1714 van ser molt difícils. Les malalties causaren la disminució contínua de la població. Els viatgers enumeraren la Nació Saponi en una mica més de 300 persones. Aquest mateix any, el Consell de Virginia va demanar a la tribu nansemond de fusionar-se amb els saponi per enfortir els seus assentaments. Esperaven que aquests podrien crear una barrera entre els assentaments de plantacions de Virgínia plantacions, altres amerindis sioux del Piemont sud-est i els Haudenosaunee.

#### Fort Christanna
Per reforçar les fronteres de Virgínia, Alexander Spotswood va convèncer a la Junta colonial de Comerç per aprovar l'establiment de Fort Christanna entre els rius Roanoke i Meherrin, unes trenta-dues milles al nord de l'actual camp del powwow Haliwa-Saponi. Fort Christanna va ser construït per protegir la colònia de Virgínia com un baluard que pretenia allunyar un assalt militar, i com a centre de la cristianització i educació dels Saponi i altres grups del sud-est. Fort Christanna també va servir com un important lloc comercial per a l'empresa Virginia Indian Company.

### Declivi del comerç indi
Aproximadament setanta nens saponis foren educats i es van convertir al cristianisme a Fort Christanna pel mestre missioner Charles Griffin de Carolina del Nord. Per 1717, sota l'acusació de monopoli, la Junta de Comerç colonial va perdre interès en la fortalesa i va ordenar la Virginia Indian Company dissoldre's. La Nació Saponi va seguir mantenint relacions comercials pacífiques amb la colònia. Una part de la Nació Saponi va continuar vivint en l'àrea de Fort Christanna de 1717 a 1729. Un altre grup de saponis va emigrar cap al nord de Virgínia, prop de Fredericksburg.
Els historiadors Marvin Richardson i C.S. Everett compten la documentació històrica de la moderna tribu Haliwa-Saponi com a descendentx d'un grup que va sorgir durant la dècada de 1730, una època tumultuosa de decadència del comerç amerindi. Les guerres divisives Tuscarora i Yamasee afectaren als colonitzadors, als nadius americans i al comerç amerindi a Virgínia i les Carolines. Ara es comprèn més sobre com les restes de tribus petites es van unir després d'aquest període per continuar la seva cultura i identitat indígena. Un grup de saponis emigraren cap al sud fins als relacionats militarment i lingüística catawbes, al que avui és el nord-est de Carolina del Sud. Van ocupar-hi una vila entre 1729 i 1732, però en 1733 van tornar a la zona de Fort Christianna amb alguns cheraw. Descobriren que els colons havien pres les patents del seu territori tradicional i va fer acords amb Virgínia per a noves terres.
També van fer un acord separat amb la banda restant de tuscarores a l'abril de 1733, per viure amb ells i sota la seva sobirania. La majoria del saponi van emigrar a Carolina del Nord amb els comerciants i plantadors, establint-se als actuals comtats de Halifax i Warren. Menys van anar a la reserva per als Tuscarora, coneguda com a Reskooteh Town and Indian Wood. Es trobava al comtat de Bertie. La reserva inicialment tenia 40.000 acres (160 km²), limitant al comtat de Halifax. Per 1734, alguns nansemond de parla algonquina van viure amb els nottoway a Virgínia. Altres nansemond s'havien reubicat prop dels Tuscarora a Carolina del Nord.
Durant la dècada de 1730 i 1740 i pel temps de la Revolució Americana, pel fet que vivien en més diverses àrees i pel declivi de la seva tribu, els saponi es van casar amb els colonitzadors europeus i gent de color lliure. Després de la Revolució, es van distingir tant dels euroamericans com dels afroamericans, i es van casar en la seva majoria dins de la comunitat índia. A més, van crear institucions per donar suport a la seva identitat cultural com a indis americans.
Els comerciants de Virgínia com el coronel William Eaton, que volien continuar les seves relacions comercials amb les tribus, també van emigrar a Carolina del Nord. Era un resident d'"Old Granville" (avui els comtats de Franklin, Warren i Vance). Va negociar amb els saponi, catawbes, i altres.

### Migracions
En 1740 la major part de la resta dels saponi a Virgínia es van traslladar al nord de Pennsilvània i Nova York, on es van fusionar amb els iroquesos per protecció. Després de la Revolució Americana i la victòria dels colons, es van traslladar amb els iroquesos a Canadà, ja que quatre de les sis nacions havien estat aliats dels britànics. El govern britànic els proporcionà terra i una mica d'ajuda per reubicar als seus aliats iroquesos. Aquesta va ser l'última vegada en què la tribu saponi va aparèixer en el registre històric.
Des de la dècada de 1730 a la dècada de 1770, els ancestres dels Haliwa-Saponi es van establir prop de la moderna zona Haliwa-Saponi a Carolina del Nord. La comunitat Haliwa-Saponi va començar la coalescència a "The Meadows" del sud-oest del comtat de Halifax (Carolina del Nord) immediatament després de la Revolució Americana. Molt reduïts en nombre, els pocs tuscarores restant va emigrar del comtat de Bertie a Nova York el 1804, unint-s'hi als altres en una reserva. La seva reserva de la terra a Carolina del Nord s'havia reduït de manera constant durant tot el segle xviii i va ser finalment venuda.

### Seglexix
Durant el segle xix els ancestrals Haliwa-Saponi va romandre relativament aïllats en el Meadows. Van intentar viure en pau al costat dels seus veïns. Durant la dècada de 1830, quan els Estats Units aplicaven polítiques de deportació a tots els indis que vivien a l'est de la riu Mississipi, el govern federal bàsicament ignorà la major part de les tribus petites relativament sense terres i sense poder que es van establir al sud-est de Planura Costanera. No obstant això, els ancians de la tribu Haliwa-Saponi diuen de diverses famílies migraren cap a l'oest fins a Territori Indi pel seu compte, alguns es fusionaren en la població general, mentre que altres van ser adoptats per una de les anomenades Cinc tribus civilitzades a Oklahoma.
En el transcurs del segle xix els Haliwa-Saponi mantenien una comunitat tribal molt unida als actuals comtats de Halifax, Warren, Nash i Franklin i generalment practicaren l'endogàmia. Les esglésies protestants eren part dels seus centres comunitaris: la primera establerta va ser Jeremiah Methodist Church a mitjans dels anys 1870 al comtat de Halifax. Més tard, alguns van canviar i van construir la Pine Chapel Baptist Church.
Mentre que la legislatura de la Reconstrucció va establir els sistemes escolars públics, per primera vegada després de la Guerra civil estatunidenca, els legisladors es van veure obligats a acceptar les escoles segregades per aconseguir el projecte de llei aprovat. En el sistema binari que es va desenvolupar fora de la societat esclavista del Sud, sobretot perquè els blancs van tractar de restaurar la supremacia blanca després de la Reconstrucció, classificaren la majoria de les persones de raça mixta de qualsevol ascendència africana com a negre, tot i que els indis ètnics havien tingut tradicionalment drets com gent de color lliure durant dècades abans de la Guerra Civil. Els nens Haliwa-Saponi esperaven anar a les escoles amb els nens dels llibert recent emancipats. Després de 1877 i el final de la Reconstrucció, els Haliwa van passar el segle xix lluitant per escoles índies independents. També van organitzar una estructura de govern tribal més formal. En la dècada de 1870 els Haliwa-Saponi van començar a reunir-se al Silver Hill, un lloc remot dins dels Meadows.
Amb l'auge de les lleis Jim Crow, la Haliwa-Saponi i afroamericans eren segregats per les esmenes constitucionals estatals i canvis en les regles electorals que eren discriminatòries en la pràctica. Aquest va ser el model per a tots els ex estats confederats, començant amb Mississipi el 1890 i continuant pel 1910. Els Haliwa continuaren els seus esforços per construir i mantenir institucions separades.
Aquests primers esforços en l'organització formal resultar en les escoles índies: Escola de Betlem (1882) al comtat de Warren, i l'Escola Secret Hill al comtat de Halifax. Els primers líders tribals van treballar per iniciar el procés de reorganització del govern tribal i l'obtenció de reconeixement, però en l'era posterior a la reconstrucció amb l'ascens de les lleis Jim Crow, van trobar poc suport. Pocs registres oficials de l'època registren les persones com amerindis.

### Segle XX
Richardson i Everett tenen en compte que les qüestions de raça i etnicitat es van fer més complexes quan nombrosos treballadors afroamericans van ser reclutats en 1906 per a una creixent indústria de la fusta i es van traslladar amb les seves famílies a la zona dels Meadows. El 1908 van començar a assistir a l'Església Baptista Pine Chapel, però alguns Haliwa volien tenir un culte separat i començaren una tercera església, l'Església Baptista de St Paul. Era una congregació de tots els indis fins a la dècada de 1950.
El Haliwa també van crear les seves dues pròpies escoles índies. Més tard, al segle xx, aquestes tancaren.
Els líders tribals de la dècada de 1940, incloent John C. Hedgepeth, va tractar de tenir els certificats de naixement dels membres indicant el seu origen ètnic indi, amb poc èxit. En 1953, la tribu va reorganitzar el seu govern en l'estructura actual, a través del lideratge de Hedgepeth, Lonnie Richardson, B.B. Richardson, Chief Jerry Richardson, James Mills, Theadore Lynch, i altres. Després de viure durant anys a Filadèlfia, W.R. Richardson va tornar a la comunitat. Aviat va ser escollit com el primer cap elegit sota la nova estructura de govern tribal reorganitzat, amb Percy Richardson com a Vice-Cap.
Després que la Cort Suprema dels Estats Units va fallar a Brown vs. The Board of Education (1954) que la segregació de les escoles era inconstitucional, l'Estat es va resistir pel que es va anomenar el Pla Pearsall, que va permetre municipis recollir els fons disponibles per crear escoles de barri privades. Els Haliwa-Saponi es van aprofitar d'aquesta disposició per construir i operar l'escola índia privada Haliwa, a la qual van assistir només els indis. Era l'única escola tribal índia que no estava en una reserva. Va funcionar el 1957-1969. Després d'alguns anys de funcionament, el Departament d'Instrucció Pública de l'Estat (DPI) va proporcionar fons per a salaris de mestres. Els membres tribals van pagar pels subministraments i materials, la construcció i el manteniment, com molts pares feien a les escoles parroquials.
El 1957, com a part de la seva creixent afirmació d'identitat, la tribu índia Haliwa va construir l'Església Índia Saponi, després canviada Mt. Bethel Indian Baptist Church, al comtat de Warren. A vegades, altra gent de color, incloent algunes les famílies llavors vinculades als Haliwa per matrimoni o altres relacions, ressentien la identitat ètnica separada dels indígenes dins del sistema social segregat. L'increment de l'activisme afroamericà pels drets civils va destacar algunes de les tensions entre les ètnies.
El 1965 Carolina del Nord va reconèixer formalment la tribu índia Haliwa. Han afegit Saponi al nom tribal el 1979 per reflectir la seva ascendència.
En 1967 els Haliwa-Saponi va obrir el seu desè Pow-wow anual Haliwa al públic, convidant als funcionaris estatals i locals, i als indis d'altres estats.
La Tribu ha construït un edifici administratiu, edifici d'usos múltiples, i van instituir diversos programes de servei. Els programes inclouen l'habitatge tribal, llar d'infants, programes de la tercera edat, serveis comunitaris, Llei d'Inversió en la Força Laboral, retenció culturals, post-escolars i programes per a la joventut, assistència d'energia, i el desenvolupament econòmic.
L'últim èxit dels Haliwa-Saponi fou l'obertura de l'Escola Tribal Haliwa-Saponi, amb el 98% dels seus estudiants identificats com a indis. L'escola compta amb un pla d'estudis basat en curs estàndard d'estudi, aules petites, tecnologia, i Estudis amerindis. La tribu Haliwa-Saponi segueix sent culturalment activa. S'enorgulleix dels molts dansaires, cantants, artistes, estudiants de grau avançats i joves professionals de la comunitat.

### Controvèrsia
En 2011 la tribu Haliwa fou auditada per l'estat de Carolina del Nord i es va trobar que havien mentit en la seva escriptura de la concessió.
"L'auditoria, motivada per la queixa d'un ciutadà, al·legant informació falsa va ser inclosa en la sol·licitud de subvenció de la tribu a Golden Leaf per al projecte." "Es va trobar que la tribu es va tergiversar en dir que tenia aprovació del consell tribal revisió i aprovació de la subvenció, un préstec aprovat per $ 700.000 i una subvenció HUD de 600.000 dòlars per a fons de consell, perquè "HUD no permet l'ús dels seus fons d'Habitatge Indi de Subsidis Globals per al projectes que han estat rebutjats per una tribu.”" The Daily Herald May 5, 2011